# 歌川虎香
歌川 虎香（うたがわ とらか、生没年不詳）とは、江戸時代の浮世絵師。

## 来歴
歌川芳虎の門人。歌川の画姓を称し一魁斎と号す。作画期は慶応の頃とされるが、作については不明。